# 澳洲—烏克蘭關係
澳大利亞和烏克蘭於1992年建立了外交關係。 烏克蘭自2003年3月以來在堪培拉設大使館，澳大利亞駐基輔大使館則於2014年12月成立。

## 歷史
烏克蘭和澳大利亞之間自1942年起澳大利亞與蘇聯（包括烏克蘭蘇維埃社會主義共和國）一直保持著外交關係，但直到蘇聯解體和1991年底獨立的烏克蘭建立，才出現獨立的外交關係。 
隨著1991年底蘇聯解體，澳大利亞於1991年12月26日採取行動承認獨立國家聯合體的新國家。
烏克蘭和澳大利亞於1992年1月10日通過烏克蘭外交部和澳大利亞駐莫斯科大使館之間的交流，建立了正式的外交關係。
1992年1月10日，澳大利亞駐莫斯科大使卡萬·霍格（Cavan Hogue）於1992年3月9日向烏克蘭總統列昂尼德·克拉夫丘克（Leonid Kravchuk）遞交了國書。
1992年3月，烏克蘭在墨爾本設立了名譽領事館，隨後於2000年5月在悉尼設立了總領事館。 
2003年4月14日，在堪培拉建立了常駐大使館。 從1996年到2003年，烏克蘭駐印度尼西亞雅加達大使館兼任駐澳大利亞。
2017年10月26日，烏克蘭在悉尼設立了名譽領事館，由當地烏克蘭裔澳大利亞商人雅羅斯拉夫·杜馬領導。 杜馬在2006年的生日榮譽中獲得了澳大利亞勳章（OAM），以表彰他「為新南威爾士州的烏克蘭社區和信用合作社運動服務」。
在2014年3月俄羅斯單方面吞併烏克蘭克里米亞後，澳大利亞宣佈對俄羅斯實施制裁，並支持聯合國大會第68/262號決議，該決議確認了烏克蘭的領土完整，並強調了2014年克里米亞公投的無效。

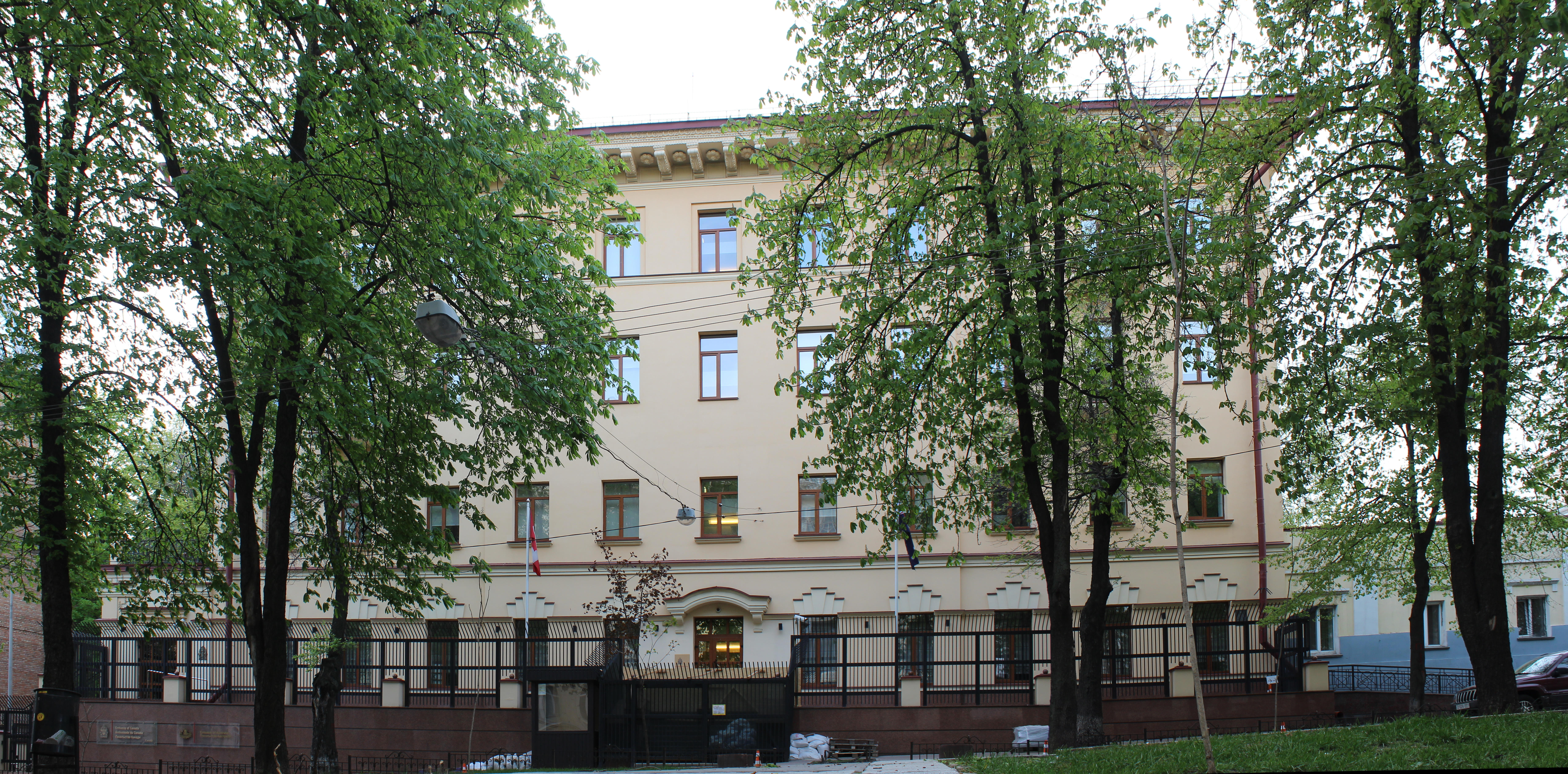
自2014年以來，澳大利亞駐基輔大使館與加拿大大使館於同一處所辦公。

2014年12月，在2014年烏克蘭親俄騷亂之後，澳大利亞在基輔建立了臨時大使館。 從1992年11月5日到2014年常駐大使館開放期間，澳大利亞在基輔設有領事館。
第一位常駐大使道格·特拉佩特曾擔任羅馬代表團副團長，他於2014年12月被派往基輔處理與2014年7月17日俄羅斯支持的分離主義分子在頓巴斯地區擊落馬來西亞航空公司17號航班有關的事項，導致27名澳大利亞公民死亡。 特拉佩特於2015年1月14日遞交了國書。
雖然最初考慮採取12個月的臨時大使館，但在該地區衝突未解決，隨著各種問題的僵局和烏克蘭 - 俄羅斯關係的惡化，大使館的存在期限於2016年2月延長至2016年9月。
 2016年9月，外交部長朱莉·畢曉普（Julie Bishop）決定將大使館的任期再延長兩年，並設有常駐外交人員，並指出這將允許澳大利亞：「與烏克蘭合作夥伴密切合作，進一步發展兩國之間的雙邊關係」。

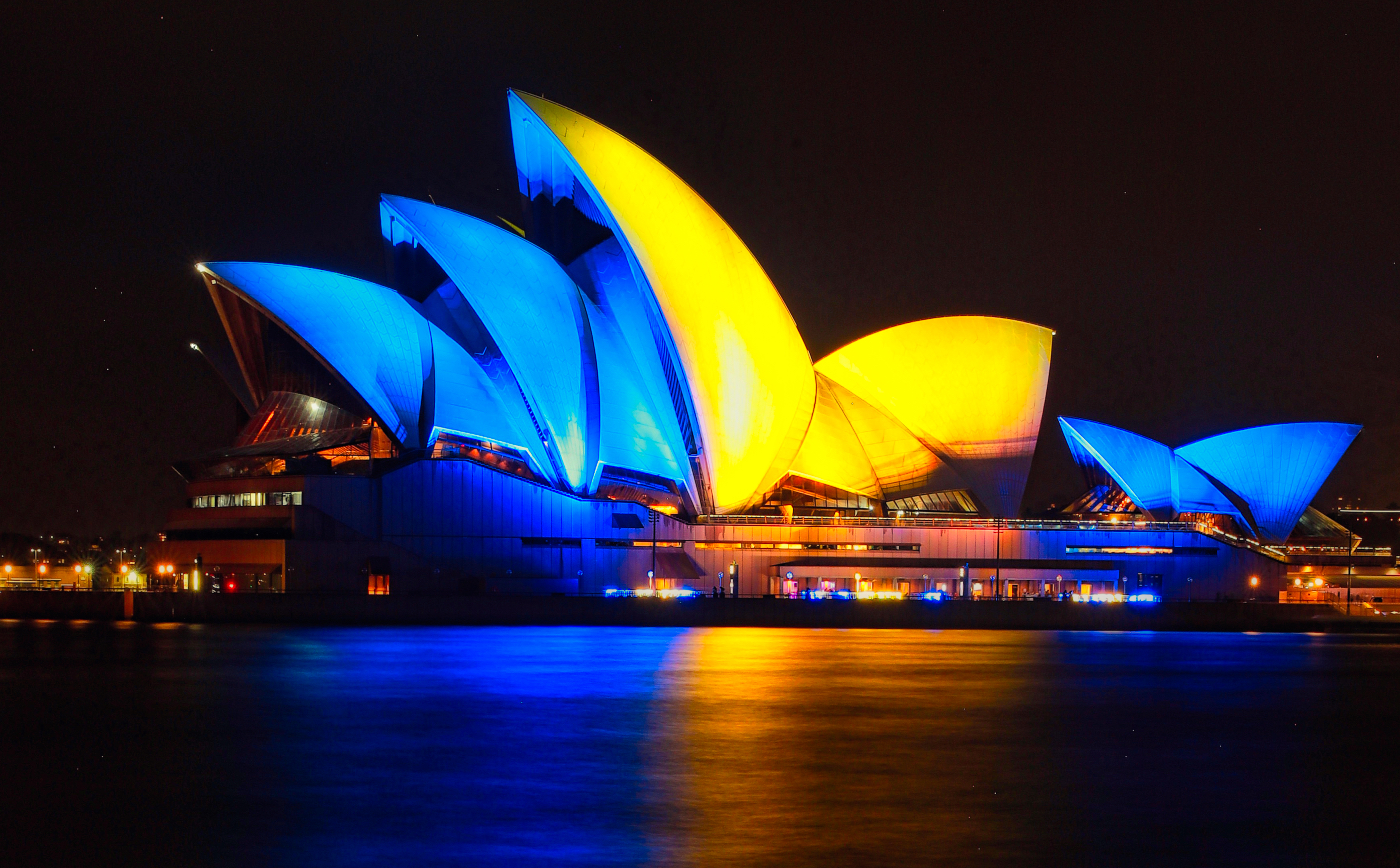
在2022年俄羅斯入侵烏克蘭期間，悉尼歌劇院以燈光形式展示烏克蘭國旗顏色，以支持烏克蘭

2022年2月13日，在俄羅斯入侵烏克蘭之前的緊張局勢加劇，澳大利亞大使館從首都基輔遷至烏克蘭西部城市利沃夫。
然而，在2022年2月22日，即俄羅斯入侵的前兩天，外交部長馬麗斯·佩恩指示所有澳大利亞官員離開該國，並前往波蘭東部和羅馬尼亞。
隨著俄羅斯入侵烏克蘭的持續，澳大利亞總理斯科特·莫里森宣佈進一步支持烏克蘭，對俄羅斯個人和金融機構實施新的制裁，並重申澳大利亞對烏克蘭領土完整的支持：「澳大利亞與我們的夥伴一起譴責俄羅斯入侵烏克蘭。 這種侵略沒有理由，其破壞將由無辜的烏克蘭人承擔。 弗拉基米爾·普京編造了一個微弱的藉口來入侵。 俄羅斯的虛假信息和宣傳沒有說服任何人。 我們呼籲俄羅斯停止其非法和無端的行動，並停止侵犯烏克蘭的獨立。 」
受到制裁的個人包括弗拉基米爾·普京和俄羅斯安全委員會的所有成員，同時宣佈澳大利亞將向烏克蘭提供致命和非致命的軍事裝備和醫療用品，以幫助其防禦。

## 高級別訪問和代表
- 1992年4月 - 由邁克爾·李議員率領的議會代表團前往俄羅斯和烏克蘭。[22][23]
- 1992年11月 - 議會代表團前往澳大利亞，由最高拉達主席伊萬·普柳什率領。[24]
- 2004年6月至7月 - 由澳大利亞眾議院議長尼爾·安德魯率領的議會代表團對烏克蘭進行正式訪問。[25]
- 2012年3月 - 澳大利亞總理特使安格斯·休斯頓訪問烏克蘭。[24]
- 2014年7月22日至8月10日和8月12日至14日 - 澳大利亞總理特使安格斯·休斯頓進行工作訪問，調查MH17航班的墜機事件。[24]
- 2014年7月24日至25日和7月27日至8月1日 - 外交部長朱莉·畢曉普對烏克蘭進行工作訪問。[26]
- 2014年12月10日至12日 - 烏克蘭總統彼得·波羅申科對澳大利亞進行國事訪問。[27][28][29]
- 2017年 - 澳大利亞參議院議長斯蒂芬·帕里訪問烏克蘭。[26]
- 2018年 - 副總理伊萬娜·克林普什-津察澤，國防部長斯捷潘·波爾托拉克，內政部長阿爾森·阿瓦科夫訪問澳大利亞。
- 2022年3月31日 - 烏克蘭總統弗拉基米爾·澤倫斯基（Volodymyr Zelenskyy）通過視頻方式向澳大利亞議會發表正式講話。[30]

## 經濟關係
澳大利亞和烏克蘭之間的貿易不大。2017年，澳大利亞商品出口額為2980萬美元，主要包括煤炭。 烏克蘭對澳大利亞的出口額為4730萬美元，主要是植物油和脂肪。
2016年4月1日，澳大利亞和烏克蘭簽署了一項核合作協議，使澳大利亞能夠向烏克蘭出口鈾用於發電。 該協議於2017年6月生效。

### 煙草糾紛
2012年，烏克蘭開始與世界貿易組織（WTO）就澳大利亞通過要求煙草製品統一純包裝的法律發生爭執。 
2015年5月28日，烏克蘭經濟發展部向世貿組織發出通知，要求終止其參與爭端，因為烏克蘭製造商沒有向澳大利亞出口煙草產品。
2015年6月4日，經濟發展部終止了與澳大利亞關於煙草製品統一包裝的爭端。

## 移民
眾所周知，當時是俄羅斯帝國一部分的烏克蘭人早在1860年就曾在澳大利亞，儘管仍然是一個非常小的社區，幾乎沒有官方組織。
澳大利亞著名的烏克蘭人是探險家，博物學家和民族志學家尼古拉·米克盧霍-麥克萊（Nikolai Miklouho-Maclay），他在19世紀後期訪問了澳大利亞，並在悉尼沃森灣建立動物野外站，發揮了重要作用。 
在第二次世界大戰後，烏克蘭移民到澳大利亞的人數大幅增加，作為國際難民組織重新安置協議和輔助通道的一部分，難民從1948年到達。 烏克蘭出生的人最早記錄在1954年澳大利亞人口普查中，其中居住在維多利亞州的人數最多（4,678人）。
在2016年的人口普查中，澳大利亞有13,366名烏克蘭出生的人，另外46,186人被認定為烏克蘭血統。 維多利亞州擁有最多的烏克蘭出生公民，為5,322，其次是新南威爾士州（4,830），昆士蘭州（1,248）和南澳大利亞州（929）。

## 另見
- 澳洲外交
- 烏克蘭外交

## 外部鏈接
- 澳大利亞 - 烏克蘭外交部 （页面存档备份，存于）
- 烏克蘭 - 澳大利亞外交和貿易部 （页面存档备份，存于）
- 烏克蘭駐澳大利亞大使館 （页面存档备份，存于）
- 澳大利亞駐烏克蘭和摩爾多瓦大使館 （页面存档备份，存于）